# Grundy Center
Grundy Center és una població dels Estats Units a l'estat d'Iowa. Segons el cens del 2000 tenia 2.596 habitants.

## Demografia
Segons el cens del 2000, Grundy Center tenia 2.596 habitants, 1.103 habitatges, i 737 famílies. La densitat de població era de 409,1 habitants/km².
Dels 1.103 habitatges en un 26,7% hi vivien nens de menys de 18 anys, en un 57,8% hi vivien parelles casades, en un 7% dones solteres, i en un 33,1% no eren unitats familiars. En el 30,5% dels habitatges hi vivien persones soles el 18,6% de les quals corresponia a persones de 65 anys o més que vivien soles. El nombre mitjà de persones vivint en cada habitatge era de 2,27 i el nombre mitjà de persones que vivien en cada família era de 2,83.
Per edats la població es repartia de la següent manera: un 22,4% tenia menys de 18 anys, un 6,2% entre 18 i 24, un 22,9% entre 25 i 44, un 23% de 45 a 60 i un 25,5% 65 anys o més.
L'edat mediana era de 44 anys. Per cada 100 dones de 18 o més anys hi havia 81 homes.
La renda mediana per habitatge era de 37.222 $ i la renda mediana per família de 46.223 $. Els homes tenien una renda mediana de 32.414 $ mentre que les dones 23.788 $. La renda per capita de la població era de 18.859 $. Entorn del 3,8% de les famílies i el 4,5% de la població estaven per davall del llindar de pobresa.

## Poblacions més properes
El següent diagrama mostra les poblacions més properes.

## Agermanament
- Krummhörn (Frísia oriental, Alemanya)